# Vito Arujau
Vito Arujau (belarusiska: Віталій Аруджаў; azerbajdzjanska: Vitali Orucov), född 1 juni 1999 i Homel i Belarus, är en amerikansk brottare som tävlar i fristil. Hans far, Vüqar Orucov, är också en tidigare brottare.
Arujau studerade vid Cornell University och tävlade i brottning för deras idrottsförening Cornell Big Red.

## Karriär
Vid VM 2023 i Belgrad tog Arujau guld i 61 kg-klassen efter att ha besegrat Abasgadzji Magomedov i finalen. Vid VM 2024 i Tirana tog han brons efter att ha besegrat Zaur Ugujev.